# Nacer Barazite
Nacer Barazite (Arnhem, 1990. május 27. – ) holland labdarúgó, aki középpályásként játszik. Jelenleg az Arsenal játékosa.